# Erwin Klambauer
Erwin Klambauer (* 1968) ist ein österreichischer Soloflötist, Universitätsprofessor und Orchestermusiker.

## Leben
Nach seiner Schulzeit am Stiftsgymnasium Wilhering studierte Klambauer Flöte und Klavier am Brucknerkonservatorium Linz und an der Universität für Musik und darstellende Kunst Wien bei Wolfgang Schulz. Während seiner Studienzeit war er Soloflötist im Gustav Mahler Jugendorchester, in der Camerata Salzburg unter Sándor Végh und im Jugendorchester der Europäischen Union unter Claudio Abbado. 1992 folgte ein Engagement beim Bühnenorchester der Österreichischen Bundestheater. Von 1993 bis 2013 war er Soloflötist im Radio-Symphonieorchester Wien. Seit 2014 ist Klambauer Soloflötist der Wiener Symphoniker.
Klambauer konzertiert regelmäßig mit den Ensembles Kontrapunkte, die reihe, Halil und dem ORF-Bläserquintett.
Von 2004 bis 2008 unterrichtete Klambauer am Konservatorium Wien und an der Universität für Musik und darstellende Kunst Wien. Seit 2008 ist er Professor für Flöte an der Universität für Musik und darstellende Kunst Graz.